# Zygnemataceae
Famille
Les Zygnemataceae (en français : Zygnématacées) sont une famille d'algues vertes de l'ordre des Zygnematales.

## Étymologie
Le nom vient du genre type Zygnema, composé du préfixe "zyg-", « joindre ; unir ; unis par deux », et du suffixe "-nem", « fil; filament ».

## Liste des genres
Selon AlgaeBase (2 avril 2018) :
- Cycloovoidites Krutzsch & Pacltová
- Debarya (en) Wittrock
- Hallasia Rosenvinge
- Lloydina A.Ahmad & M.Goldstein
- Mesocarpus Hassall
- Mougeotia C.Agardh
- Mougeotiella Yamagishi
- Mougeotiopsis (en) Palla
- Neozygnema Yamagishi
- Ovoidites Potonié
- Sangirellum A.K.Mahato & P.Mahato
- Sirocladium Randhawa
- Sirogonium (en) Kützing
- Spirogyra Link
- Staurospermum Kützing
- Temnogametum West & G.S.West
- Temnogyra I.F.Lewis
- Transeauina Guiry
- Trigonum A.K.Mahato & P.Mahato
- Zygnema (en) C.Agardh
- Zygnemopsis (Skuja) Transeau
- Zygogonium (en) Kützing

Selon BioLib (2 avril 2018) :
- Craterospermum A.Braun
- Cycloovoidites Krutzsch & Pacltová
- Globulina Link
- Hallasia Rosenvinge
- Lloydina A.Ahmad & M.Goldstein, 1972
- Mesocarpus Hassall
- Mougeotia C.Agardh
- Mougeotiella Yamagishi
- Mougeotiopsis Palla
- Neozygnema Yamagishi, 1963
- Ovoidites Potonié
- Rhynchonema Kutzing, 1849
- Sangirellum A.K.Mahato & P.Mahato
- Serpentinaria S.F.Gray
- Sirocladium Randhawa, 1941
- Sirogonium Kutzing, 1843
- Sphaerocarpus Hassall
- Spirogyra Link in C. G. Nees
- Staurocarpus Hassall
- Staurospermum Kützing
- Stigmozygodites Krutzsch & Pacltová, 1990 †
- Temnogametum West & G.S.West
- Temnogyra I.F.Lewis
- Transeauina Guiry, 2013
- Trigonum A.K.Mahato & P.Mahato, 1994
- Zygnema C. Agardh
- Zygnemopsis (Skuja) Transeau
- Zygogonium Kützing

Selon Catalogue of Life (2 avril 2018) :
- Hallasia
- Lloydiella
- Lloydina
- Mougeotia
- Mougeotiopsis
- Serpentinaria

Selon ITIS (2 avril 2018) :
- Cosmocladium Brebisson, 1856
- Debarya Wittrock, 1872
- Docidium Brebisson Ex Ralfs, 1848
- Euastridium W. West & G. S. West, 1907
- Hallasia Rosenvinge, 1924
- Mougeotia C. A. Agardh, 1824
- Mougeotiopsis Palla, 1894
- Sirogonium Kuetzing, 1843
- Spirogyra Link In C. G. Nees, 1820
- Teilingia P. Bourrelly, 1964
- Zygnema C. A. Agardh
- Zygogonium Kuetzing, 1843

Selon Paleobiology Database (2 avril 2018) :
- Gelasinicysta
- Lecaniella
- Ovoidites
- Spirogyra
- Tetraporina

Selon World Register of Marine Species (2 avril 2018) :
- Debarya (Wittrock) Transeau, 1934
- Lloydina A.Ahmad & M.Goldstein, 1972
- Mesocarpus Hassall
- Mougeotia C.Agardh, 1824
- Mougeotiella Yamagishi, 1963
- Mougeotiopsis Palla, 1894
- Neozygnema Yamagishi, 1963
- Rhynchonema Kützing, 1849
- Sirocladium Randhawa, 1941
- Sirogonium Kützing, 1843
- Temnogametum West & G.S.West, 1897
- Transeauina Guiry, 2013
- Trigonum A.K.Mahato & P.Mahato, 1994
- Tyndaridea Harvey
- Zygnema C.Agardh, 1817
- Zygnemopsis (Skuja) Transeau, 1934
- Zygogonium Kützing, 1843